# استان قسطمونی
قَسطَمونی (به ترکی استانبولی: Kastamonu) نام یکی از استان‌های ترکیه است. این استان در حوزه دریای سیاه یعنی در شمال کشور ترکیه واقع شده‌است.
مرکز این استان هم که قسطمونی نام دارد بزرگ‌ترین شهر این استان است. از دیگر شهرهای این استان می‌توان داش‌کوپرو و اینه‌بولو اشاره کرد. استاندار این استان اردوغان بکتاش می‌باشد.
نام قسطمونی تلفظ ترکی عثمانی از نام رومی کاستامنو است که خود کوتاه‌شده عبارت لاتین Castra Comnenus است. این عبارت نام کاخی بود که در این محل برای کمننوس (به یونانی: Κομνηνός)، از بزرگان امپراتوری روم شرقی ساخته شده بود.

## شهرستان‌ها
این استان ۲۰ شهرستان دارد:
| - آبانا - آغلی - آراچ - آزداوای - بزقورت - چاتال‌زیتون - جیده - دادای - دوره‌کانی - دوغان‌یورت |  | - خان‌اونو - احسان‌غازی - اینه‌بولو - قسطمونی - کوره - پنارباشی - شن‌بازار - سیدی‌لر - داش‌کوپرو - توسیا |  |